# Nazionale maschile di baseball della Repubblica Dominicana
La nazionale maschile di baseball dominicana rappresenta la Repubblica Dominicana nelle competizioni internazionali, come il campionato mondiale di baseball organizzato dalla International Baseball Federation. Nel suo palmarès vanta un titolo mondiale e una medaglia d'oro ai Giochi Panamericani, oltre che due partecipazione ai Giochi Olimpici.

## Piazzamenti

### Olimpiadi
- 1996 : 6°

### World Baseball Classic
- 2006 : 4°[1]
- 2009 : eliminata nella seconda fase[1]
- 2013 : 1°[1]
- 2017 : 5°[1]

### Mondiali
- 1940 : non qualificata
- 1941 : 5°
- 1942 :  2°
- 1943 :  3°
- 1944 : 5°
- 1945 : non qualificata
- 1947 : non qualificata
- 1948 :  Campione
- 1950 :  2°
- 1951 : 4°
- 1952 :  2°
- 1953 : 4°
- 1961 : non qualificata
- 1965 : 5°
- 1969 :  3°

- 1970 : 6°
- 1971 : 6°
- 1972 : 7°
- 1973 : 4°
- 1974 : 4°
- 1976 : 5°
- 1978 : non qualificata
- 1980 : non qualificata
- 1982 : 8°
- 1984 : 12°
- 1986 : non qualificata
- 1988 : non qualificata
- 1990 : non qualificata
- 1994 : 13°
- 1998 : 8°

- 2001 : 8°
- 2003 : non qualificata
- 2005 : non qualificata
- 2007 : non qualificata
- 2009 : non qualificata
- 2011 : 9°

### Giochi Panamericani
- 1955 :  Campione
- 1979 :  2°

### Coppa Intercontinentale
- 1973: non qualificata
- 1975: non qualificata
- 1977: non qualificata
- 1979: non qualificata
- 1981:  3°
- 1983: 4°

- 1985: non qualificata
- 1987: non qualificata
- 1989: non qualificata
- 1991: non qualificata
- 1993: non qualificata
- 1995: non qualificata

- 1997: non qualificata
- 1999: non qualificata
- 2002:  3°
- 2006: non qualificata
- 2010: non qualificata